# Gwiazdozbiór Rysia
Ryś (łac. Lynx, dop. Lyncis, skrót Lyn) – gwiazdozbiór nieba północnego, 28. co do wielkości. Wprowadzony przez gdańskiego astronoma Jana Heweliusza, aby wypełnić lukę między Woźnicą i Wielką Niedźwiedzicą, opublikowany w 1690 roku, w pośmiertnie wydanym przez Elżbietę, żonę astronoma, dziele Prodromus astronomiae. Ptolemeusz skatalogował w tym miejscu kilka gwiazd i zaliczył do gwiazdozbioru Wielkiej Niedźwiedzicy, ale Heweliusz zdecydował, aby je osobno nazwać. Liczba gwiazd dostrzegalnych nieuzbrojonym okiem: około 60. Widoczny w Polsce od jesieni do wiosny.

## Pochodzenie nazwy

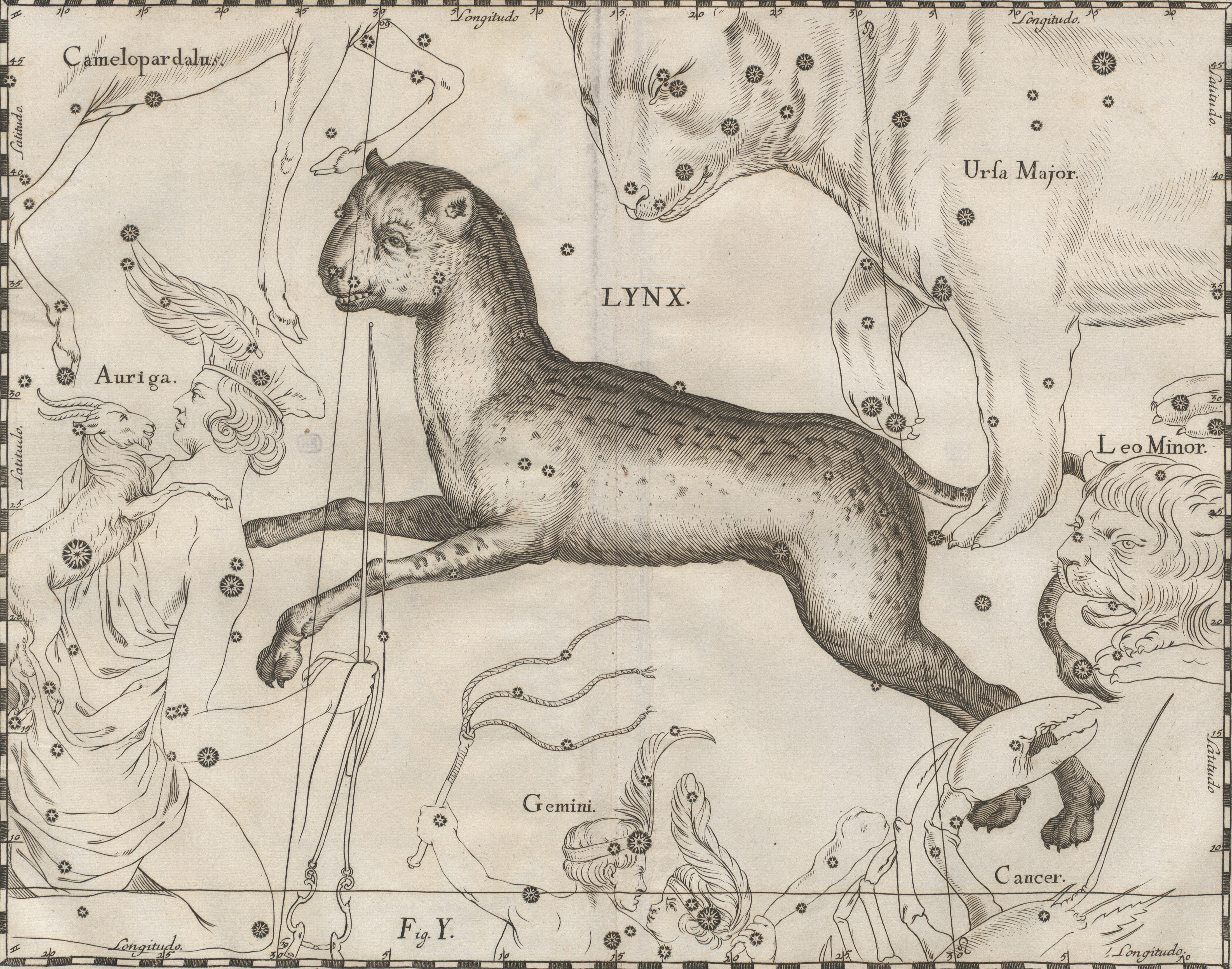
Ilustracja Heweliusza

Jest to jedna z najtrudniejszych do znalezienia na niebie konstelacji. Heweliusz nadał mu tę nazwę ze względu na oczy rysia, które musiałby posiadać obserwujący, aby ją odnaleźć (kotowatym, w szczególności rysiom, folklor przypisywał nadzwyczajne widzenie nocą, w tym możliwość widzenia przez ściany). Jest w tym trochę przesady, ponieważ najjaśniejsza gwiazda – Alfa Lyncis (α Lyn) – ma 3,14m i jest tam 12 gwiazd o jasności poniżej 5m, nie trzeba mieć zatem doskonałego wzroku, aby je dostrzec. Jednakże zwierzę, które narysował na swojej mapie nieba, tylko w niewielkim stopniu przypomina prawdziwego rysia. Heweliusz nie był do końca zdecydowany, jak ma się nazywać nowy gwiazdozbiór. W jego atlasie nieba „Firmamentum Sobiescianum” figuruje jako Ryś, w dołączonym do niego katalogu gwiazdozbiór wymieniony jest jako Lynx sive Tigris (Ryś albo Tygrys), na samej mapie nieba zaś przedstawiona sylwetka to coś w rodzaju krzyżówki obu zwierząt.

## Interesujące obiekty
Szukając tej konstelacji, obserwatorzy amatorzy zazwyczaj zaczynają od punktów startowych w jednym z sąsiednich jaśniejszych gwiazdozbiorów Wielkiej Niedźwiedzicy, Bliźniąt albo Woźnicy. Na przykład gromadę kulistą NGC 2419 można łatwo znaleźć, zaczynając obserwację od jasnego Kastora w Bliźniętach. 
- α Lyn – jasność 3,14m, czerwony olbrzym odległy o 222 lata świetlne.
- 38 Lyn – jasność 3,82m, leży w odległości 122 lat świetlnych[3].
- Czwarta do jasności – 31 Lyn (4,25m) znana jest pod nazwą Alsciaukat, co jest pochodną arabskiego słowa asz-szaukat (arab. الشوكة) oznaczającego cierń.
- 5 Lyn, gwiazda podwójna; jasności składników 5,2 i 8m.

W konstelacji nie ma obiektów z katalogu Messiera.
- Najbardziej znanym obiektem głębokiego nieba jest gromada kulista NGC 2419, kiedyś popularnie nazywana Międzygalaktycznym Wędrowniczkiem, ponieważ leży w odległości 275 tysięcy lat świetlnych od nas, dalej niż Obłoki Magellana. Kiedy jednak odkryto ciemną materię, okazało się, że NGC 2419 musi być powiązana grawitacyjnie z Drogą Mleczną. Jest to jedna z najjaśniejszych spośród ponad 150 znanych gromad kulistych, krążących wokół naszej Galaktyki. Tylko Omega Centauri, NGC 6388 i M54 mają większą jasność absolutną. Pomimo sporej odległości i, co za tym idzie, bladości NGC 2419 jest widoczna przez 20-centymetrowy teleskop jako nierozdzielna na gwiazdy gromada kulista[1]. Należy do niej niemal 900 tysięcy gwiazd, dlatego mimo znacznej odległości jest relatywnie jasna. Astronomowie spekulują, czy NGC 2419 nie ma podobnego pochodzenia jak gromada Omega Centauri i czy tak jak i ona nie jest jądrem odartej z gwiazd galaktyki karłowatej. Wykazano, że gromada, mimo swojego oddalenia od centrum Drogi Mlecznej, istotnie wokół niej krąży. Znajdzie się najbliżej niej za około trzy miliardy lat[2].
- Oglądana niemal dokładnie z boku galaktyka spiralna NGC 2683 jest łatwo dostrzegalna w 20-centymetrowym teleskopie, a 40-centymetrowy pokaże wielką wydłużoną galaktykę ze śladami jądra i pasma pyłu. Natomiast długookresowe fotografie wykonane dużymi instrumentami ujawniają malowniczą strukturę jej spiralnych ramion, obszary ciemnego pyłu i miejsca, gdzie rodzą się nowe gwiazdy[4].
- NGC 2782 to mała okrągła galaktyka spiralna o wielkości 11,6 z podobnym do gwiazdy jądrem. Ma nieduże, ale bardzo jasne jądro, gdzie powstają gwiazdy. Produkowane tam są olbrzymie ich ilości, a towarzyszy temu gwałtowny wiatr cząstek i rozszerzający się obszar jonizacji[1].
- Łuk Rysia to najgorętszy, najmasywniejszy i najodleglejszy od Słońca rejon gwiazdotwórczy, jaki odkryto w widzialnym Wszechświecie[5].
- kwazar APM 08279+5255 - w momencie odkrycia był to najjaśniejszy znany obiekt astronomiczny, jego jasność oceniano na 100 miliardów jasności Słońca[6].